# زنبقی (سوریه)
زنبقی (به عربی: الزنبقی) یک روستا در سوریه است که در ناحیه درکوش واقع شده‌است. زنبقی ۷۵۲ نفر جمعیت دارد.